# Мелант (син Піфагора)
Мелант (дав.-гр. Μέλας) — тиран давньогрецького міста Ефес початку VI ст.до н. е.
Успадкував владу від батька — Піфагора. Продовжив будівництво храму Артеміди.
Був одружений з донькою Аліатта II, зберігав дружні стосунки із Лідією. Його владу спадкував син Піндар.